# That Royle Girl
That Royle Girl is een Amerikaanse filmkomedie uit 1925 onder regie van D.W. Griffith. De film werd destijds in Nederland uitgebracht onder de titel De avonturierster. De film is wellicht zoekgeraakt.

## Verhaal
Joan Royle is een mooi, naïef meisje uit de sloppen. Ze wordt verliefd op de orkestleider Fred Ketlar. Wanneer diens vrouw Adele wordt vermoord, wordt Fred gearresteerd en veroordeeld wegens moord. Joan gelooft dat de crimineel Baretta de echte dader is.

## Rolverdeling
| Acteur            | Personage            |
| ----------------- | -------------------- |
| Carol Dempster    | Joan Daisy Royle     |
| W.C. Fields       | Vader                |
| James Kirkwood    | Calvin Clarke        |
| Harrison Ford     | Fred Ketlar          |
| Paul Everton      | George Baretta       |
| Kathleen Chambers | Adele Ketlar         |
| George Regas      | Handlanger           |
| Florence Auer     | Meisje van Baretta   |
| Ida Waterman      | Mevrouw Clarke       |
| Alice Laidley     | Verloofde van Clarke |
| Dorothy Love      | Lola Nelson          |
| Dore Davidson     | Elman                |
| Frank Allworth    | Oliver               |
| Bobby Watson      | Hofer                |